# Пономаренко, Дмитрий Дмитриевич
Дми́трий Дми́триевич Пономаре́нко (27 октября 1909, Харьков — 4 апреля 1987, Харьков) — советский актёр театра и кино. Народный артист УССР (1956).

## Биография
Родился 27 октября 1909 года в Харькове.
Окончил драматическую студию театра «Березиль» (1933). Был актёром театров Харькова, Киева, Одесской киностудии художественных фильмов.
В 1961—1967 годах — актёр Киевского театра оперетты.
Снялся в кинокартинах: «Назар Стодоля» (1964), «Гадюка» (1965), «Хуторок в степи» (1970).
С 1974 года — директор харьковского Дома актёра.
Умер 4 апреля 1987 года в Харькове.

## Награды
- Орден Трудового Красного Знамени;
- Орден «Знак Почёта» (24.11.1960);
- Народный артист УССР (1956).